# Falsomelanauster sulphureus
Falsomelanauster sulphureus är en skalbaggsart som beskrevs av Stefan von Breuning och Heyrovsky 1961. Falsomelanauster sulphureus ingår i släktet Falsomelanauster och familjen långhorningar. Inga underarter finns listade i Catalogue of Life.